# Bodrogkeresztúr
Bodrogkeresztúr is een plaats (község) en gemeente in het Hongaarse comitaat Borsod-Abaúj-Zemplén. Bodrogkeresztúr telt 1325 inwoners (2001).